# Denver (Iowa)
Denver ist eine Kleinstadt mit dem Status „City“ im Bremer County des US-amerikanischen Bundesstaats Iowa.
Das U.S. Census Bureau hat bei der Volkszählung 2020 eine Einwohnerzahl von 1.919 ermittelt.
Denver ist Bestandteil der Waterloo – Cedar Falls metropolitan area.
Die Stadt bezeichnet sich auch als The Mile Wide City, in Anlehnung an The Mile High City, den Spitznamen der Großstadt Denver in Colorado.

## Geographie
Denver liegt im mittleren Nordosten Iowas am Quarter Section Run, der über den Cedar River und den Iowa River zum Stromgebiet des Mississippi gehört. Dieser bildet rund 120 km östlich die Grenze Iowas zu Wisconsin und Illinois.
Die geografischen Koordinaten von Denver sind 42°40′17″ nördlicher Breite und 92°20′15″ westlicher Länge. Die Stadt erstreckt sich über eine Fläche von 4,27 km² und ist der größte Ort innerhalb der Jefferson Township.
Nachbarorte von Denver sind Tripoli (21,8 km nordöstlich), Readlyn (12,7 km ostnordöstlich), Fairbank (28 km ostsüdöstlich), Dunkerton (26,3 km südöstlich), Waterloo (20,9 km südlich), Cedar Falls (24,7 km südwestlich), Janesville (12,9 km westsüdwestlich) und Waverly (16,6 km nordwestlich).
Die nächstgelegenen größeren Städte sind Rochester in Minnesota (162 km nördlich), La Crosse in Wisconsin (204 km nordöstlich), Wisconsins Hauptstadt Madison (297 km östlich), Dubuque an der Schnittstelle der Staaten Iowa, Wisconsin und Illinois (164 km ostsüdöstlich), Cedar Rapids (109 km südöstlich), die Quad Cities in Iowa und Illinois (236 km in der gleichen Richtung) und Iowas Hauptstadt Des Moines (202 km südwestlich).

## Verkehr
Der zum Freeway ausgebaute U.S. Highway 63 verläuft in Nord-Süd-Richtung durch den Westen von Denver. Alle weiteren Straßen sind untergeordnete Landstraßen, teils unbefestigte Fahrwege sowie innerörtliche Verbindungsstraßen.
Der nächstgelegene Flughafen ist der 20,8 km südsüdwestlich gelegene Waterloo Regional Airport, von wo aus durch Zubringerflüge mehrerer Fluggesellschaften Anschluss an die Großflughäfen Chicago O’Hare und Minneapolis-Saint Paul besteht.

## Bevölkerung
Nach der Volkszählung im Jahr 2010 lebten in Denver 1780 Menschen in 701 Haushalten. Die Bevölkerungsdichte betrug 416,9 Einwohner pro Quadratkilometer. In den 701 Haushalten lebten statistisch je 2,5 Personen.
Ethnisch betrachtet setzte sich die Bevölkerung zusammen aus 98,8 Prozent Weißen, 0,1 Prozent Afroamerikanern, 0,1 Prozent amerikanischen Ureinwohnern, 0,3 Prozent Asiaten sowie 0,3 Prozent aus anderen ethnischen Gruppen; 0,4 Prozent stammten von zwei oder mehr Ethnien ab. Unabhängig von der ethnischen Zugehörigkeit waren 0,6 Prozent der Bevölkerung spanischer oder lateinamerikanischer Abstammung.
26,5 Prozent der Bevölkerung waren unter 18 Jahre alt, 56,8 Prozent waren zwischen 18 und 64 und 16,7 Prozent waren 65 Jahre oder älter. 52,4 Prozent der Bevölkerung waren weiblich.
Das mittlere jährliche Einkommen eines Haushalts lag bei 61.042 USD. Das Pro-Kopf-Einkommen betrug 26.978 USD. 7,2 Prozent der Einwohner lebten unterhalb der Armutsgrenze.

## Bekannte Bewohner
- Edward C. Wente (1889–1972), Physiker, geboren in Denver